# Оберзімтен
Оберзімтен (нім. Obersimten) — громада в Німеччині, розташована в землі Рейнланд-Пфальц. Входить до складу району Південно-Західний Пфальц. Складова частина об'єднання громад Пірмазенс-Ланд.
Площа — 2,26 км2. Населення становить 634 ос. (станом на 31 грудня 2020).